# Rennrodel-Weltcup 1993/94
Die Weltcupsaison 1993/94 im Rennrodeln begann am 2. Dezember 1993 im lettischen Sigulda und endete bereits am 30. Januar 1994 im sächsischen Altenberg. Absoluter Saisonhöhepunkt waren die Rennrodel-Wettbewerbe bei den Olympischen Winterspielen 1994 im norwegischen Lillehammer. Darüber hinaus fanden am Königssee in Deutschland die Rennrodel-Europameisterschaften statt
Gesamtweltcupsieger wurde bei den Frauen Gabriele Kohlisch aus Deutschland, bei den Männern siegte erneut Markus Prock aus Österreich und bei den Doppelsitzern gewann das deutsche Duo Stefan Krausse/Jan Behrendt.
Die Saison wurde an fünf Weltcupstationen in Europa ausgetragen. Im lettischen Sigulda fanden dicht aufeinander gleich zwei Weltcup-Veranstaltungen statt.

## Weltcupergebnisse
| Datum                 | Ort        | Disziplin     | Sieger                        | Zweiter                       | Dritter                           |
| --------------------- | ---------- | ------------- | ----------------------------- | ----------------------------- | --------------------------------- |
| 2./3. Dezember 1993   | Sigulda    | Einsitzer (F) | Gerda Weissensteiner          | Angelika Neuner               | Andrea Tagwerker                  |
| 2./3. Dezember 1993   | Sigulda    | Einsitzer (M) | Markus Prock                  | Duncan Kennedy                | Arnold Huber                      |
| 2./3. Dezember 1993   | Sigulda    | Doppel (M)    | Stefan Krausse Jan Behrendt   | Hansjörg Raffl Norbert Huber  | Tobias Schiegl Markus Schiegl     |
| 4./5. Dezember 1993   | Sigulda    | Einsitzer (F) | Gerda Weissensteiner          | Gabriele Kohlisch             | Andrea Tagwerker                  |
| 4./5. Dezember 1993   | Sigulda    | Einsitzer (M) | Markus Schmidt                | Duncan Kennedy                | Georg Hackl                       |
| 4./5. Dezember 1993   | Sigulda    | Doppel (M)    | Stefan Krausse Jan Behrendt   | Hansjörg Raffl Norbert Huber  | Steffen Skel Steffen Wöller       |
| 11./12. Dezember 1993 | Igls       | Einsitzer (F) | Gabriele Kohlisch             | Jana Bode                     | Susi Erdmann                      |
| 11./12. Dezember 1993 | Igls       | Einsitzer (M) | Markus Prock                  | Wendel Suckow                 | Duncan Kennedy                    |
| 11./12. Dezember 1993 | Igls       | Doppel (M)    | Stefan Krausse Jan Behrendt   | Hansjörg Raffl Norbert Huber  | Kurt Brugger Wilfried Huber       |
| 18./19. Dezember 1993 | Winterberg | Einsitzer (F) | Gabriele Kohlisch             | Jana Bode                     | Sylke Otto                        |
| 18./19. Dezember 1993 | Winterberg | Einsitzer (M) | Wendel Suckow                 | Oswald Haselrieder            | Georg Hackl                       |
| 18./19. Dezember 1993 | Winterberg | Doppel (M)    | Stefan Krausse Jan Behrendt   | Steffen Skel Steffen Wöller   | Chris Thorpe Gordy Sheer          |
| 15./16. Januar 1994   | Oberhof    | Einsitzer (F) | Gabriele Kohlisch             | Jana Bode                     | Susi Erdmann                      |
| 15./16. Januar 1994   | Oberhof    | Einsitzer (M) | Markus Prock                  | Duncan Kennedy                | Markus Schmidt                    |
| 15./16. Januar 1994   | Oberhof    | Doppel(M)     | Steffen Skel Steffen Wöller   | Tobias Schiegl Markus Schiegl | Stefan Krausse Jan Behrendt       |
| 29./30. Januar 1994   | Altenberg  | Einsitzer (F) | Cammy Myler                   | Jana Bode                     | Doris Neuner                      |
| 29./30. Januar 1994   | Altenberg  | Einsitzer (M) | Markus Prock                  | Arnold Huber                  | Georg Hackl                       |
| 29./30. Januar 1994   | Altenberg  | Doppel(M)     | Tobias Schiegl Markus Schiegl | Kurt Brugger Wilfried Huber   | Frank-Peter Barnekow Sandro Zettl |

## Weltcupstände

### Frauen
| Rang | Rodlerin             | Land               | Punkte |
| ---- | -------------------- | ------------------ | ------ |
| 1.   | Gabriele Kohlisch    | Deutschland        | 83     |
| 2.   | Jana Bode            | Deutschland        | 82     |
| 3.   | Andrea Tagwerker     | Österreich         | 60     |
| 3.   | Susi Erdmann         | Deutschland        | 60     |
| 5.   | Gerda Weissensteiner | Italien            | 55     |
| 5.   | Angelika Neuner      | Deutschland        | 55     |
| 5.   | Cammy Myler          | Vereinigte Staaten | 55     |

### Männer
| Rang | Rodler             | Land               | Punkte |
| ---- | ------------------ | ------------------ | ------ |
| 01.  | Markus Prock       | Österreich         | 160    |
| 02.  | Duncan Kennedy     | Vereinigte Staaten | 148    |
| 03.  | Georg Hackl        | Deutschland        | 140    |
| 04.  | Wendel Suckow      | Vereinigte Staaten | 139    |
| 05.  | Markus Schmidt     | Österreich         | 133    |
| 06.  | Gerhard Gleirscher | Österreich         | 122    |

### Doppelsitzer
| Rang | Duo                           | Land               | Punkte |
| ---- | ----------------------------- | ------------------ | ------ |
| 01.  | Stefan Krausse/Jan Behrendt   | Deutschland        | 95     |
| 02.  | Tobias Schiegl/Markus Schiegl | Österreich         | 71     |
| 03.  | Steffen Skel/Steffen Wöller   | Deutschland        | 65     |
| 04.  | Chris Thorpe/Gordy Sheer      | Vereinigte Staaten | 60     |
| 05.  | Hansjörg Raffl/Norbert Huber  | Italien            | 58     |
| 06.  | Ioan Apostol/Liviu Cepoi      | Rumänien           | 48     |